# Xã West Abington, Quận Lackawanna, Pennsylvania
Xã West Abington (tiếng Anh: West Abington Township) là một xã thuộc quận Lackawanna, tiểu bang Pennsylvania, Hoa Kỳ. Năm 2010, dân số của xã này là 250 người.